# ジロ・デ・イタリア 1999
ジロ・デ・イタリア 1999（Giro d'Italia 1999）は、ジロ・デ・イタリアの82回目のレース。1999年5月15日から6月6日まで行われた。全22ステージ。全行程3757km。
前年の総合優勝者マルコ・パンターニが、ヘマトクリット値が50％を超えたため総合首位のまま第21ステージを前にレースから除外されるというハプニングが起こった。

## 最終成績

### 個人総合成績
|    | 選手名                     | 国籍         | 時間           |
| -- | -------------------------- | ------------ | -------------- |
| 1  | イヴァン・ゴッティ         | イタリア     | 99時間55分56秒 |
| 2  | パオロ・サヴォルデッリ     | イタリア     | +3分35秒       |
| 3  | ジルベルト・シモーニ       | イタリア     | +3分36秒       |
| 4  | ローラン・ジャラベール     | フランス     | +5分16秒       |
| 5  | ロベルト・エラス           | スペイン     | +7分47秒       |
| 6  | ニクラス・アクセルソン     | スウェーデン | +9分38秒       |
| 7  | セルゲイ・ゴンチャール     | ウクライナ   | +12分07秒      |
| 8  | ダニエーレ・デパオーリ     | イタリア     | +14分20秒      |
| 9  | ダニエル・クラベロ         | スペイン     | +15分53秒      |
| 10 | ロベルト・スガンベッルーリ | イタリア     | +17分31秒      |
| 11 | オスカル・カーメンツィント | スイス       | +17分39秒      |
| 12 | アンドレイ・ツィチェンコ   | ロシア       | +20分14秒      |
| 13 | オスカル・セビーリャ       | スペイン     | +22分44秒      |
| 14 | リシャール・ヴィランク     | フランス     | +24分15秒      |
| 15 | エルマン・ブエナオラ       | コロンビア   | +24分38秒      |
| 16 | ガブリエーレ・ミッサリア   | イタリア     | +42分12秒      |
| 17 | ジュゼッペ・ディグランデ   | イタリア     | +44分23秒      |
| 18 | パヴェル・パドルノス       | チェコ       | +44分30秒      |
| 19 | ペーター・ルッテンベルガー | オーストリア | +47分39秒      |
| 20 | ニコラ・ミチェーリ         | イタリア     | +47分40秒      |

### ポイント賞
| 1位 | ローラン・ジャラベール     | 175 |
| 2位 | ファブリツィオ・ギディ     | 170 |
| 3位 | マッシモ・ストラッツェール | 126 |

### 山岳賞
| 1位 | ホセ・ハイメ・ゴンサレス | 61 |
| 2位 | マリアーノ・ピッコリ     | 45 |
| 3位 | パオロ・ベッティーニ     | 44 |

### マリア・ローザ保持者
| 選手名                     | 国籍     | 首位区間          |
| -------------------------- | -------- | ----------------- |
| イヴァン・クァランタ       | イタリア | 第1               |
| マリオ・チポッリーニ       | イタリア | 第2               |
| イェルン・ブライレヴェンス | オランダ | 第3-第4           |
| ローラン・ジャラベール     | フランス | 第5-第7、第9-第13 |
| マルコ・パンターニ         | イタリア | 第8、第14-第20    |
| イヴァン・ゴッティ         | イタリア | 第21-最終         |